# Pandanus robinsonii
Pandanus robinsonii är en enhjärtbladig växtart som beskrevs av Elmer Drew Merrill. Pandanus robinsonii ingår i släktet Pandanus och familjen Pandanaceae.
Artens utbredningsområde är Moluckerna. Inga underarter finns listade.